# Piotr Orzechowski

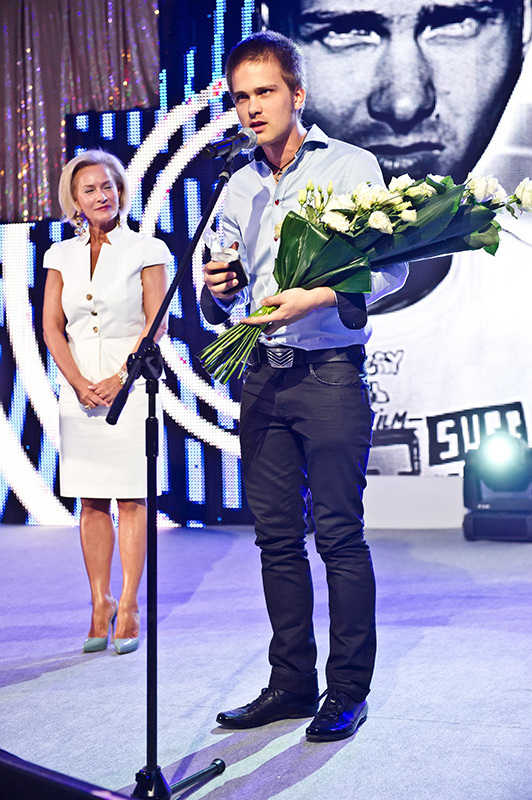
Piotr Orzechowski

Piotr Orzechowski (Kraków, 31 oktober 1990), bijgenaamd Pianohooligan, is een Poolse jazz-pianist en componist.
Orzechowski won verschillende Poolse jazzcompetities en de Montreux Jazz Piano Competition en Jazz Hoeilaart. Hij werkte samen met onder anderen Krzysztof Penderecki, Adrian Utley (van de groep Portishead), Randy Brecker, Jacek Kochan, Paweł Mykietyn, Sławek Jaskułke, Dorota Miśkiewicz en Adam Bałdych. In november 2012 verscheen zijn eerste album, dat geïnspireerd was op het werk van Penderecki.

## Discografie
- Experiment: Penderecki, Decca Classics/Universal, 2012
- Hopasa, High Definition Quartet, EmArcy Records/Universal, 2013
- 15 Studies for the Oberek, Decca Classics/Universal, 2014
- Bukoliki, High Definition Quartet, For Tune, 2015
- 24 Preludes & Improvisations, Decca Classics/Universal, 2017